# Lonzu
Lonzu (lonzi au pluriel) est l'appellation d'un filet maigre conservé par salaison, séchage et fumage issu d'un cochon, transformé en Corse.

## Histoire
La conservation du lonzu est l'une des plus anciennes pratiques de conservation du porc que l’on retrouve dans toute la Corse. Ces charcuteries étaient suspendues au plafond de la cuisine, proche de la cheminée. Été comme hiver, un feu y brûlait, ce qui permettait de fumer les lonzi.

## Préservation de l'appellation d'origine
Depuis mars 2011, l'appellation d'origine de ce produit agricole est préservée au sein de l'Union européenne via le label Appellation d'origine protégée.

## Préparation
Le lonzu se fabrique à partir des filets de porcu nustrale. Il y a quatre lonzi par bête. A la découpe, les morceaux révèlent une partie grasse et une partie maigre unies. Ils sont alors directement salés (environ 35 grammes par kilogramme) et placés au frais dans un récipient durant 4 à 5 jours. La chair rend alors un peu de liquide et les morceaux sont lavés au vin, séchés et poivrés. On glisse alors le filet dans un boyau de porc que l'on ficelle. Les filets sont ensuite fumés puis vieillis à la cave.

## Affinage
Cette salaison corse est séchée et affinée de fin octobre à mi-mars. L’affinage dure au minimum 5 mois pour développer un goût de noisette.

## Consommation
Il est d'usage et nécessaire de consommer le lonzu au printemps comme hors d'œuvre à la façon du prisuttu (jambon cru corse) et se sert en tranches minces. Certains l'accompagnent de tome de lait de chèvre, le taillent en copeaux dans une omelette, dans un plat de pâtes, dans une farce.